# ساي فان فيرميسكيركين
ساي فان فيرميسكيركين (بالهولندية: Sai van Wermeskerken)‏ (28 يونيو 1994 بماستريخت في هولندا - ) هو لاعب كرة قدم هولندي في مركز الدفاع. شارك مع منتخب اليابان تحت 23 سنة لكرة القدم. أما مع النوادي، فقد لعب مع نادي دوردريخت.

## وصلات خارجية
- ساي فان فيرميسكيركين على موقع رابطة كرة القدم اليابانية للمحترفين (اليابانية)
- ساي فان فيرميسكيركين على موقع قاعدة بيانات كرة القدم.إي يو (الإنجليزية)
- ساي فان فيرميسكيركين على موقع Soccerway.com (الإنجليزية)
- ساي فان فيرميسكيركين على موقع عالم كرة القدم.نت (الإنجليزية)